# Karine Rambault
Karine Rambault (ur. 5 kwietnia 1971) – francuska judoczka. Olimpijka z Sydney 2000, gdzie odpadła w eliminacjach wadze średniej.
Drużynowa medalistka mistrzostw świata w 1997 i 1998. Startowała w Pucharze Świata w latach 1995-2001. Piąta na mistrzostwach Europy w 2000, a także zdobyła pięć medali w drużynie. Wicemistrzyni uniwersjady w 1995, a trzecia na akademickich MŚ w 1994 i 1996. Mistrzyni Francji w 1998 i 1999 roku.

## Letnie Igrzyska Olimpijskie 2000
| Konkurencja | Eliminacje             | Klas. końcowa |
| Konkurencja | Przeciwnik I           | Miejsce       |
| ----------- | ---------------------- | ------------- |
| 70 kg       | Yvonne Wansart (GER) P | 1 runda       |